# Бездонный Колодец (Агармыш)
Бездонный Колодец, колодец Чингиз-хана, Хулах-ерным, Ухо Земли, Сычёв Провал (КН 953-2) — карстовая пещера на горном массиве Агармыш в Крыму. Относится к Горно-Крымской карстовой области.

## Описание
Карстовая пещера на горном массиве Агармыш в Крыму. Протяженность — 80 м, глубина — 42 м, категория трудности — 1.
Во время исследования в 1964 году была определена глубина 42 м, ширина дна 10,4 м х 5,7 м и наличие газа на глубине. Средняя температура +8 °C. Относится к 1 классу сложности.
Вход закрыт железобетонной плитой, так как пещера не безопасна из-за концентрации газов. По высокому содержанию углекислого газа и метана это единственная пещера в Крыму. Исследования геолога Ю. Шутова в 1964 году подтвердили, что в холодный период содержание углекислого газа в нем близко к фоновому (0,5 %), а в теплое время года оно повышается до 2,4 … 3,2 %.